# رینیااوی‌لاک
رینیااوی‌لاک (به مجاری:  Rinyaújlak) یک منطقهٔ مسکونی در مجارستان است که در ناحیه بارچ واقع شده‌است. رینیااوی‌لاک ۲۴٫۲۶ کیلومتر مربع مساحت و ۲۵۶ نفر جمعیت دارد.